# Blitzkrieg 3
Blitzkrieg 3 (рус. Блицкриг 3; са нем. Blitzkrieg — „муњевити рат”) рачунарска је игра у жанру стратегије у реалном времену за више играча, коју је развила и објавила руска компанија Nival, и најновија у серији Blitzkrieg. Игра се одвија током Другог светског рата.
Игра обухвата главни период Другог светског рата, од упада немачких трупа у Пољску 1939. до тријумфалног преузимања Берлина совјетских снага 1945. године. Свака од три кампање представља јединствену мешавину мисија типа PvE, PVP и PvAI, у којима игра вештачка интелигенција неуронске мреже. Укупно игра садржи преко 60 историјских мисија и преко 200 борбених јединица из стварног света.
Игра је званично преведена на српски језик.